# Emiel Pauwels
Emiel Pauwels (Brugge, 22 december 1918 – aldaar, 7 januari 2014) was een Belgisch atleet in hoogspringen, discuswerpen, speerwerpen en lopen. Hij werd vooral bekend door zijn mastersatletiekperiode toen hij op 94-jarige leeftijd goud behaalde tijdens het EK atletiek indoor te San Sebastian op de 60 m sprint voor veteranen en dit een hit werd op YouTube.

## Biografie
Pauwels begon aan atletiek te doen op zijn veertiende, nadat hij lopers had gezien toen hij met zijn vader naar het voetbal ging kijken. In 1934 liep hij zijn eerste wedstrijd. Pauwels liep zijn eerste grote zege te Vlissingen in 1937.
Op 2 april 2013 werd hij gehuldigd in het Stadhuis te Brugge voor zijn goud op het EK in San Sebastian.
In november 2013 werd maag- en darmkanker vastgesteld. Tijdens zijn verblijf in het ziekenhuis werd hij op zijn verjaardag gehuldigd door de VRT met een Gouden Spike, die werd overhandigd door zijn idool Élodie Ouédraogo.
Begin 2014 maakte Pauwels bekend eind december 2013 euthanasie te hebben aangevraagd. Op 6 januari 2014 toonde de VRT in het journaal een huiselijk afscheidsfeest, waarbij de dag nadien die op 7 januari het euthanasieverzoek werd voltrokken. Zonder sport en met kanker vond hij het leven geen zin meer hebben.

## Prestaties (selectie)
Hij behaalde meer dan duizend medailles, zo beweerde hij zelf.
Belgisch kampioenschap
- BK 2009 (30 mei) outdoor goud op 400 m, goud bij speerwerpen.[8]
- BK 2010 (12 juni) outdoor goud bij speerwerpen, goud op 400 m.[9]
- BK 2011 (12 juni) outdoor goud op 400 m, goud bij speerwerpen.[10]
- BK 2011 (12 maart) indoor goud op 60 m.[10]
- BK 2012 (2 september) outdoor goud op 400 m, goud op 200 m, goud bij speerwerpen en kogelstoten, alle voor mannelijke veteranen.[11]
- BK 2013 (15-16 juni) outdoor goud op 400 m, goud op 200 en 100 m, goud bij speerwerpen, alle voor mannelijke veteranen.[12]
- BK 2013 (10 maart) indoor goud op 200 m, goud op 60 m, alle voor mannelijke veteranen.[12]

Europees kampioenschap
- EK 2010 (17-23 juli) outdoor goud op 800 m, zilver op 400, 200 en 100 m, zilver bij hoogspringen, brons bij speerwerpen.[9]
- EK 2010 (4-6 maart) indoor goud bij hoogspringen, goud bij speerwerpen, zilver op 3000 en 1500 m, brons op 800, 400, 200 en 60 m, alle voor mannelijke veteranen.[9]
- EK 2011 (16-19 maart) indoor goud op 800 m, goud bij hoogspringen en speerwerpen, zilver op 400, 200 en 60 m, brons bij discuswerpen.[10]
- EK 2012 (20-21 augustus) outdoor goud op 800 m, goud op 400 m, goud bij hoogspringen, zilver op 200 m, zilver bij speerwerpen, alle voor mannelijke veteranen.[11]
- EK 2013 (24 maart) te Spanje goud op 800, 400, 200 en 60 m, goud bij speerwerpen, alle voor mannelijke veteranen.[12]

Wereldkampioenschap
- WK 2011 (11 juli) outdoor goud op 400 m, zilver op 1500 en 800 m, zilver bij hoogspringen, alle voor mannelijke veteranen.[10]
- WK 2012 (7 april) indoor goud op 800 m, goud op 400 en 200 m, goud bij hoogspringen, zilver bij speerwerpen, alle voor mannelijke veteranen.[11]
- WK 2013 (19 oktober) indoor te Brazilië goud bij hoogspringen, zilver op 800 m, brons bij speerwerpen, alle voor mannelijke veteranen.[13]